# Hosana
Hosana je liturgické zvolání užívané v bohoslužbách judaismu a křesťanství. V křesťanské liturgii má pevné místo jako součást hymnu Sanctus v rámci eucharistické liturgie.
Hosana pochází z hebrejského obratu הושיעה נא (hóší’a-ná), který se objevuje v Žalmu 118,25 a znamená „prosím, zachraň“. Jedná se o imperativ hif’ílu slovesa ישע j-š-’, „zachránit“, „spasit“ s příklonkou ná, jež zdůrazňuje naléhavost prosby. Tento termín může mít význam obyčejné prosby o pomoc/záchranu (2. Královská 6,26), ale i prosby o zásah Boha ve prospěch jeho lidu (Jeremjáš 31,7; Žalm 12,2; 20,10; 28,9; 60,7; 86,2; 108,7). Souvislost 118. žalmu, který je žalmem převážně oslavným, vedla k tomu, že význam tohoto zvolání se posunul, takže je chápáno jako výraz oslavy Boha, který pomoc již přinesl a ještě přinese (sr. též Žalm 98,1). V židovské liturgii se zvolání Hosana užívá v cyklu modliteb na svátky Sukot (Svátky stánků), při nichž se za zpěvu slov hoší’á-ná obchází synagoga a mává se lulavem (palmovou ratolestí), jejich poslední, sedmý den je označován jako Hošana raba (Velká Hošana).
Do křesťanské liturgie termín vstoupil přes evangelia, kde se ve fonetickém přepisu do řečtiny (ὡσαννά) objevuje ve vyprávění o Ježíšově vjezdu do Jeruzaléma před velikonočnímu svátky, při nichž byl posléze popraven (Marek 11,9-10; Matouš 21,9.15; Jan 12,13). Podle těchto evangelijních vyprávění Ježíše vítaly zástupy lidí, kteří provolávali právě slova Žalmu 118, v němž na zvolání hosana (verš 25) navazuje ve verši 26 proklamace "Požehnaný, jenž přichází v Hospodinově jménu". Ježíš je tímto způsobem vítán jako Bohem seslaný panovník, mesiáš.
Eucharistický hymnus Sanctus v navázání na uvedenou evangelijní epizodu spojuje text Žalmu 118,25-26 se slovy "svatý, svatý svatý...", jimiž podle dalšího starozákonního textu, Izajáše 6,3, v prorokově vidění oslavovali Hospodina jeho serafové. 
Oslavný význam původní prosby Hosana posléze zcela převážil. Například v italštině existuje odvozené sloveso „osannare“ s významem „holdovat“ někomu, „zpívat někomu hosana“, někoho „oslavovat“.